# Серрин-эш-Шималия
Серрин-эш-Шималия (араб. صرين الشمالية‎), также известен как Саррин (араб. صرين‎) — небольшой город на севере Сирии, расположенный на территории мухафазы Халеб. Входит в состав района Айн-эль-Араб. Является административным центром нахии Саррин.

## Географическое положение
Город находится в северо-восточной части мухафазы, к востоку от реки Евфрат, на высоте 364 метров над уровнем моря.

Серрин-эш-Шималия расположен на расстоянии приблизительно 104 километров к северо-востоку от Алеппо, административного центра провинции и на расстоянии 380 километров к северо-северо-востоку (NNE) от Дамаска, столицы страны.

## Население
По данным официальной переписи 2004 года численность населения города составляла 6014 человек (3119 мужчин и 2985 женщин).

## Транспорт
Ближайший гражданский аэропорт расположен в турецком городе Шанлыурфа.